# Municipio de Garfield (condado de Ida)
El municipio de Garfield (en inglés: Garfield Township) es un municipio ubicado en el condado de Ida en el estado estadounidense de Iowa. En el año 2010 tenía una población de 129 habitantes y una densidad poblacional de 1,41 personas por km².

## Geografía
El municipio de Garfield se encuentra ubicado en las coordenadas 42°15′46″N 95°36′23″O / 42.26278, -95.60639. Según la Oficina del Censo de los Estados Unidos, el municipio tiene una superficie total de 91.74 km², de la cual 91,17 km² corresponden a tierra firme y (0,62 %) 0,57 km² es agua.

## Demografía
Según el censo de 2010, había 129 personas residiendo en el municipio de Garfield. La densidad de población era de 1,41 hab./km². De los 129 habitantes, el municipio de Garfield estaba compuesto por el 100 % blancos. Del total de la población el 5,43 % eran hispanos o latinos de cualquier raza.